# Język ngalum
Język ngalum, także sibil – język transnowogwinejski używany przez grupę ludności w prowincji Papua w Indonezji (doliny Ok Bon, Ok Sibil i Ok Tsop), a także w prowincji Sandaun w Papui-Nowej Gwinei.
Posługuje się nim 18 tys. osób (10 tys. w Indonezji – 1987, 8 tys. w Papui-Nowej Gwinei – 1981). Jest najbardziej wysuniętym na zachód przedstawicielem języków ok.
W publikacji Ethnologue (wyd. 22) wyróżniono dialekty: ngalum, apmisibil, sibil.
Jest zapisywany alfabetem łacińskim.